# Baltasar Teles

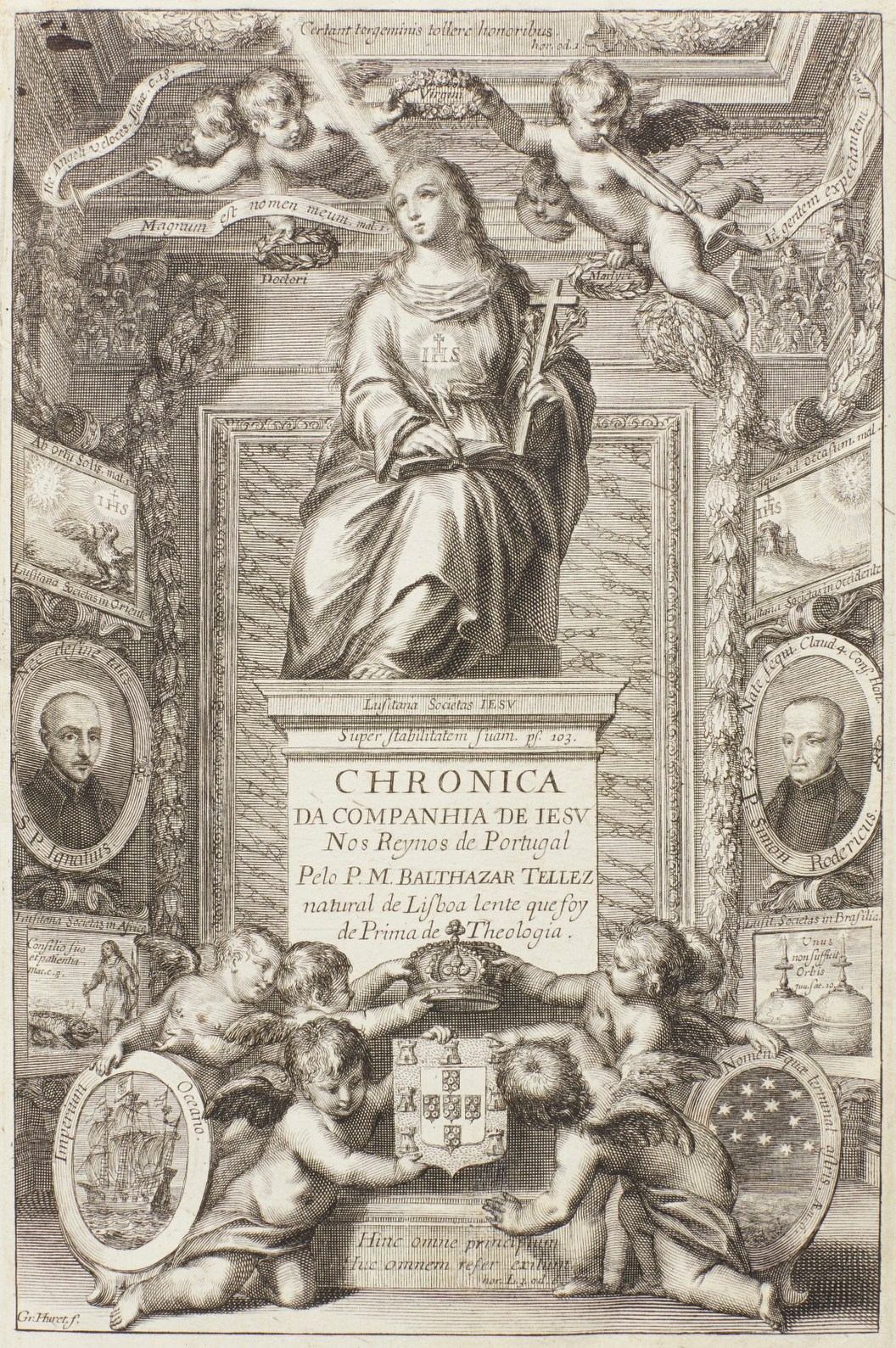
Frontispício da Crónica da Companhia de Jesus, 1645-47

Baltasar Teles (Lisboa, 11 de janeiro de 1596 — Lisboa, 20 de abril de 1675), foi um historiador e filósofo português.

## Biografia
Baltasar Teles, filho de João Teles e de D. Francisca de Morais, bisneto de Francisco de Moraes Cabral, ingressou na Companhia de Jesus em 24 de março de 1610. Foi professor nos colégios da ordem religiosa em Évora, Coimbra, Braga e Lisboa, onde leccionou Retórica e Teologia Especulativa e Moral. Foi reitor do Colégio de Santo Antão, reitor do Colégio de S. Patrício (dos Irlandeses) e prepósito da Casa de São Roque.

## Obras
- História Geral da Etiópia a Alta (1660)[3][6]
- Summa universae philosophie (1642) (dois volumes)[1]
- Crónica da Companhia de Jesus na Província de Portugal e do Que Fizeram nas Conquistas deste Reino os Religiosos que na mesma Província Entraram, nos Anos em Que Viveu Santo Inácio de Loiola (1645 - 1647) (dois volumes)[1]